# Râul Negostina
Râul Negostina este un curs de apă, afluent al râului Siret. O cetate din secolul al XIV-lea, construită de voevodul Sas al Moldovei este așezată pe malul Negostinei.

## Hărți
- Harta județului Suceava